# Les mamies ne font pas dans la dentelle
Pour plus de détails, voir Fiche technique et Distribution.
Les mamies ne font pas dans la dentelle (Die Herbstzeitlosen) est un film suisse réalisé par Bettina Oberli, sorti en 2006.

## Synopsis
Quatre femmes âgées décident d'ouvrir une boutique de lingerie.

## Fiche technique
- Titre : Les mamies ne font pas dans la dentelle
- Titre original : Die Herbstzeitlosen
- Réalisation : Bettina Oberli
- Scénario : Bettina Oberli et Sabine Pochhammer
- Musique : Luk Zimmermann
- Photographie : Stéphane Kuthy
- Montage : Mike Schaerer
- Production : Alfi Sinniger
- Société de production : Catpics et Schweizer Fernsehen
- Pays de production :  Suisse
- Genre : Comédie dramatique
- Durée : 90 minutes
- Date de sortie : 
  - Suisse : 5 octobre 2006

## Distribution
- Stephanie Glaser : Martha Jost
- Annemarie Düringer : Frieda Eggenschwyler
- Heidi Maria Glössner : Lisi Bigler
- Monica Gubser : Hanni Bieri
- Hanspeter Müller : Walter Jost
- Peter Wyssbrod : Ernst Bieri
- Monika Niggeler : Shirley Bigler
- Manfred Liechti : Fritz Bieri
- Matthias Fankhauser : M. Brunner
- Lilian Naef : Vreni Jost
- Walter Ruch : M. Loosli
- Alice Brüngger : Lotte
- Ruth Schwegler : Silvia Bieri

## Distinctions
Le film a été nommé pour quatre prix du cinéma suisse de la meilleure interprétation pour Stephanie Glaser. Il a également été choisi pour représenter la Suisse pour l'Oscar du meilleur film international, mais n'a pas été nommé.